# Lars Heineman
Lars Heineman, född 16 februari 1943 i Degerfors, är en svensk före detta landslagsspelare i fotboll och skyttekung i Allsvenskan.
Heineman inledde sin fotbollskarriär på högre nivå i Degerfors IF där han år 1963 blev allsvensk skyttekung (tillsammans med Bosse Larsson). Han flyttade sedan vidare till IF Elfsborg innan han prövade på lyckan som proffs i Nordamerika under 1968. 
Heineman avslutade sina fotbollsår hemma i Värmland hos KB Karlskoga.

## Meriter

### I klubblag
Degerfors IF
- Allsvenskan, stort silver 1963

 IF Elfsborg
- Allsvenskan, stort silver 1965
- Allsvenskan, litet silver 1966

### I landslag
Sverige
- 2 landskamper, 0 mål

### Individuellt
- Skyttekung i Allsvenskan 1963, 17 mål (delat med Bo Larsson)

### Webbsidor
- Profil på nationalfootballteams.com
- Lista på landskamper, svenskfotboll.se, läst 2023 11 01
- Profil på worldfootball.net